# Zonana bilobata
Zonana bilobata är en insektsart som beskrevs av Freytag 1990. Zonana bilobata ingår i släktet Zonana och familjen dvärgstritar. Inga underarter finns listade i Catalogue of Life.